# Shenzhou 13
Shenzhou 13 fue un vuelo espacial tripulado lanzado el 15 de octubre de 2021 que forma parte del Programa Shenzhou, siendo el octavo vuelo tripulado de este programa y el segundo a la CSS. La nave transportó a  tres astronautas de la CNSA a la estación espacial china  módulo, acoplandose al Tianhe, el módulo principal y primer módulo de la estación.
La misión fue la primera de otras seis misiones diseñadas para una estadía de 6 meses (180 días), con la intención de convertirse en la duración estándar de las misiones tripuladas chinas a la estación espacial. Finalizó exitosamente el 16 de abril de 2022 tras aterrizar en el desierto de Gobi.

## Tripulación

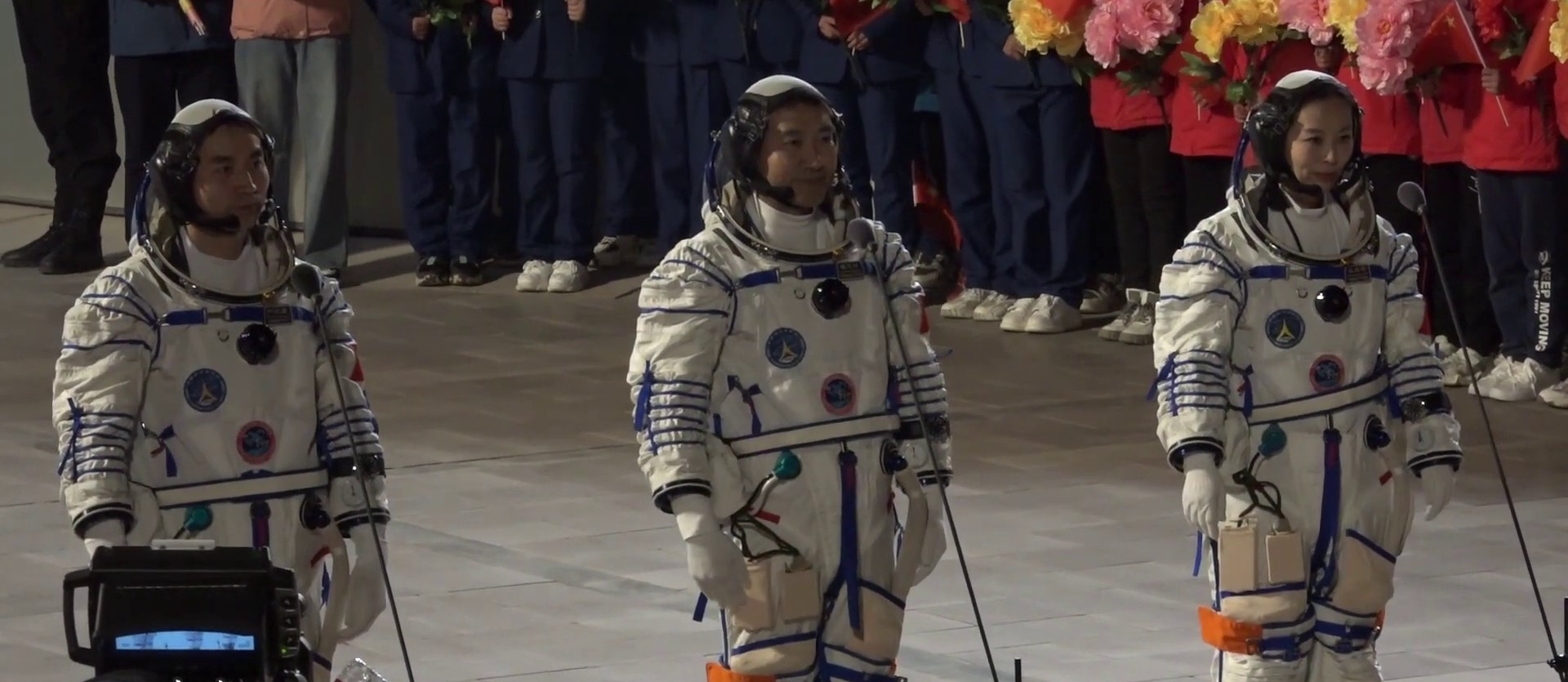
Tripulación de la Shenzhou 13 durante la ceremonia de despedida

La tripulación fue anunciada durante una conferencia de prensa el 14 de octubre de 2021, aunque previamente se había desempeñado como tripulación de reserva de la misión anterior del programa Shenzhou.
Zhai Zhigang es un veterano de la misión Shenzhou 7 y miembro de la primera promoción de astronautas chinos. Wang Yaping, forma parte de la segunda promoción de astronautas chinos y voló en la misión Shenzhou 10 a la segunda misión a la estación Tiangong-1, siendo la segunda mujer china en el espacio, y convirtiéndose en esta misión en la primera mujer china en visitar la nueva estación espacial CSS. Ye Guangfu, también miembro de la segunda promoción, realizó su primer vuelo al espacio en esta misón.
| Puesto     | Miembro                          | Miembro                          |
| ---------- | -------------------------------- | -------------------------------- |
| Comandante | Zhai Zhigang, CNSA Segundo vuelo | Zhai Zhigang, CNSA Segundo vuelo |
| Operador 1 | Wang Yaping, CNSA Segundo vuelo  | Wang Yaping, CNSA Segundo vuelo  |
| Operador 2 | Ye Guangfu, CNSA Primer vuelo    | Ye Guangfu, CNSA Primer vuelo    |

## Misión

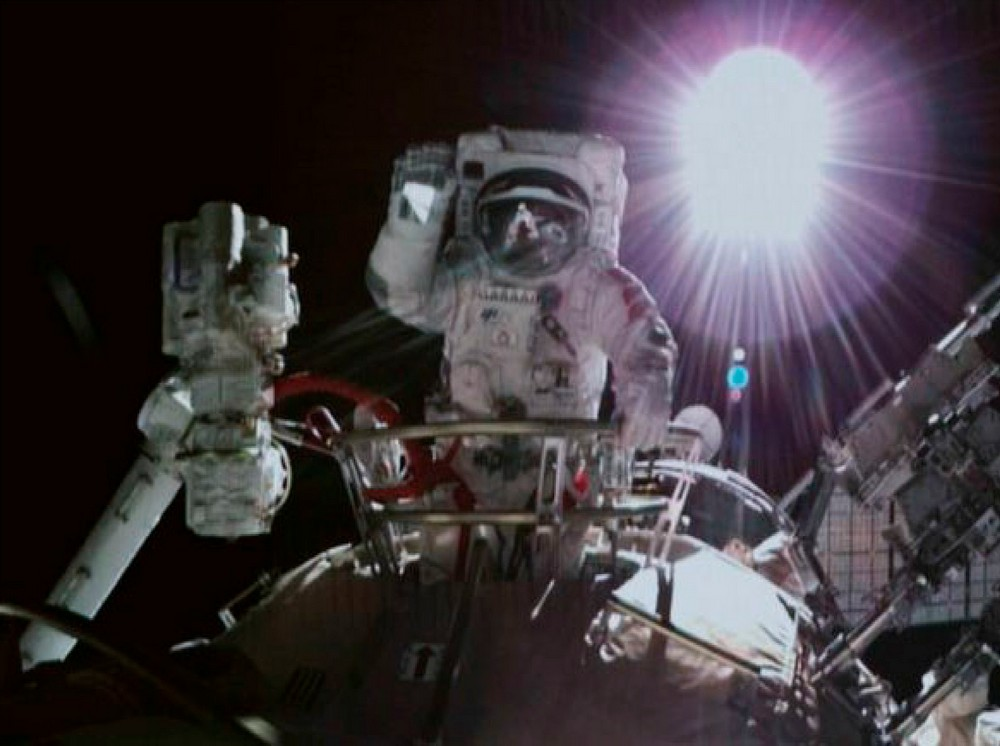
Zhai Zhigang, astronauta de la misión Shenzhou-13, en un paseo espacial en la estación espacial Tiangong (7 de noviembre de 2021)

La nave espacial fue lanzada en un cohete Larga Marcha-2F desde el Centro de Lanzamiento de Satélites de Jiuquan, el 15 de octubre de 2021 a las 16:23:56 UTC. Tras un vuelo de seis horas y media, la nave se acopló al módulo central, Tianhe a las 22:56 UTC. La tripulación ingresó por primera vez a la estación a las 01:58 UTC del 16 de octubre.
La misión consistirá de una estadía de 6 meses, realizando tareas para avanzar en la construcción de la estación. El 7 de noviembre de 2021 realizaron la primera de dos actividades extravehiculares (EVAs por sus siglas en inglés) programadas para la misión. La tarea fue realizada por el comandante Zhai Zhigang y la operadora Wang Yaping e instalaron soportes para facilitar futuras EVAs a su vez que con el apoyo del brazo robótico instalaron un sistema de suspensión y un adaptador para el mismo, que se utilizará para futuros trabajos de montaje de la estación espacial. La EVA duró aproximadamente 6 horas, y convirtió a Wang Yaping en la primera mujer china en realizar una actividad extravehicular.
El 9 de diciembre de 2021 la tripulación realizó una clase especial destinada a estudiantes realizando distintos tipos de experimentos, con la intención de motivar a la juventud china en la ciencia y la tecnología.
El 26 de diciembre de 2021, Ye Guangfu y Zhai Zhigang realizaron la segunda caminata espacial planificada con Wang Yaping asistiendo a la dupla desde el interior del módulo Tianhe. Las tareas de Ye y Zhai incluían desplegar una cámara panorámica, instalar una plataforma de sujeción para los pies y probar varios métodos de traslación de objetos fuera de la estación. La actividad duró 6 horas y 11 minutos.
El 7 de enero de 2022 la tripulación llevó a cabo un experimento manual de encuentro y acoplamiento entre la estación espacial y el carguero Tianzhou 2 para prepararse ante la eventualidad de que el acoplamiento automático no funcione.
La tripulación se desacopló de la estación espacial el 15 de abril, y aterrizaron en el desierto de Gobi unas pocas horas después, concluyendo la misión tripulada más larga llevada a cabo por China hasta el momento.